# Louise af Slesvig-Holsten-Sønderborg-Glücksborg (1858-1936)
Prinsesse Louise til Slesvig-Holsten-Sønderborg-Glücksborg (6. januar 1858 – 2. juli 1936) var en tysk prinsesse af Slesvig-Holsten-Sønderborg-Glücksborg, der var fyrstinde af det lille tyske fyrstendømme Waldeck og Pyrmont fra 1891 til 1893.
Hun var datter af hertug Frederik af Slesvig-Holsten-Sønderborg-Glücksborg og blev gift med fyrst Georg Viktor af Waldeck og Pyrmont i 1891. Hun var niece til kong Christian 9. af Danmark.

## Biografi
Prinsesse Louise blev født den 6. januar 1858 på herregården Louisenlund i Hertugdømmet Slesvig som det tredje barn og anden datter af hertug Frederik af Slesvig-Holsten-Sønderborg-Glücksborg i hans ægteskab med prinsesse Adelheid af Schaumburg-Lippe.
Prinsesse Louise giftede sig 33 år gammel den 29. april 1891 på Louisenlund med den 60-årige fyrst Georg Viktor af Waldeck og Pyrmont. Han var søn af fyrst Georg 2. af Waldeck og Pyrmont og prinsesse Emma af Anhalt-Bernburg-Schaumburg-Hoym og herskede over det lille fyrstendømme Waldeck og Pyrmont i det centrale Tyskland. Ægteskabet var fyrst Georg Viktors andet ægteskab, og prinsesse Louise blev efter brylluppet stedmoder til hans syv børn, heriblandt dronning Emma af Nederlandene. I ægteskabet mellem Louise og Georg Viktor blev der desuden født yderligere en søn, prins Wolrad, der i 1914 faldt i Første Verdenskrig.
Fyrst Georg Viktor døde den 12. maj 1893 efter blot to års ægtskab. Fyrstinde Louise overlevede sin mand med 43 år og døde den 2. juli 1936 i Marburg.

## Eksterne links
- Wikimedia Commons har flere filer relateret til Louise af Slesvig-Holsten-Sønderborg-Glücksborg (1858-1936)
- Hans den Yngres efterkommere